# خاتون‌لی
خاتون‌لی (به لاتین: Xatınlı) یک منطقه مسکونی در جمهوری آذربایجان است که در شهرستان تووز واقع شده است. خاتون‌لی ۲۹۶۳ نفر جمعیت دارد.